# Прича о јаловој смокви
Прича о јаловој смокви (или прича о неплодној смокви) је позната Исусова алегоријска прича о смоквином дрвету које не даје плода.
Забележена је само у Јеванђељу по Луки (13:6–9).

## Прича
Јеванђеље по Луки бележи следећу Исусову причу:

## Тумачења
У Исусово време, смокве су често сађене у виноградима. Смоква је такође била уобичајени симбол Израела, па дрво смокве може означавати Израел у овој причи, или се може односити посебно на његове верске вође. Уобичајено тумачење је да господар винограда представља Бога, а виноградар Исуса. Поента приче је да Исус нуди својим слушаоцима још једну последњу прилику за покајање.
Ова прича се често повезује са једном каснијом згодом, када је Исус проклео јалово смоквино дрво да се осуши.